# Universal Channel UK
Universal Channel est une chaîne de télévision anglaise appartenant à NBCUniversal.